# حمله جسددزدها (فیلم ۱۹۷۸)
حملهٔ جسددزدها (انگلیسی: Invasion of the Body Snatchers) فیلمی در ژانر علمی–تخیلی به کارگردانی فیلیپ کافمن است که در سال ۱۹۷۸ منتشر شد. از بازیگران آن می‌توان به دونالد ساترلند، لنارد نیموی، جف گلدبلام، بروک آدامز و ورونیکا کارترایت اشاره کرد.